# Spoorlijn Luxemburg - Bettembourg
De Spoorlijn Luxemburg - Bettembourg is een spoorlijn tussen de stad Luxemburg en de grensgemeente Bettembourg in Luxemburg. De spoorlijn is 16,7 km lang en heeft lijnnummer 6.

## Geschiedenis
De spoorlijn werd gebouwd en geëxploiteerd door de spoorwegmaatschappij "Compagnie Grande Luxembourg" en werd geopend op 11 augustus 1859.

### Ongevallen
Op 11 oktober 2006 vond nabij Zoufftgen, precies op de Frans-Luxemburgse grens, op het traject tussen Luxemburg en Thionville een frontale botsing tussen de CFL 2207 en een goederentrein getrokken door SNCF Fret locomotief van het type BB 37000. Het ongeval werd veroorzaakt door een fout van de Luxemburgse verkeersleider. Door werkzaamheden was maar één spoor beschikbaar. Bij dit ongeval waren zes doden te betreuren en het traject was drie dagen gestremd. Van dit treinstel werd een deel ter plaatse gesloopt en afgevoerd. De resterende delen werden samen met een nieuw gemaakt deel als 2223 genummerd.
Op 14 februari 2017 vond nabij Zoufftgen, op het traject tussen  Bettembourg en Zoufftgen een frontale botsing tussen de CFL 2211 en een goederentrein getrokken door twee locomotieven 1309 en 1330 van B-Logistics van het type HLE 13. Bij dit ongeval kwam een machinist om het leven.

## Nieuwe spoorlijn
Om de drukke spoorlijn te ontlasten en de treinverbindingen met Frankrijk te versnellen, zal een nieuwe spoorlijn aangelegd van 7 kilometer tussen Howald en Bettembourg via een kortere route.

## Treindiensten
De CFL verzorgt het personenvervoer met RE treinen. De SNCF verzorgt het personenvervoer op dit traject met TGV en TER treinen.
| Serie              | Treinsoort             | Route | Bijzonderheden                                                                             |
| ------------------ | ---------------------- | --- | ------------------------------------------------------------------------------------------ |
| TGV 2820           | TGV (SNCF)             | Paris Est – Metz-Ville – Thionville – Luxemburg |                                                                                            |
| TGV 9800           | TGV (SNCF)             | [ Luxemburg – Thionville – Metz-Ville – Strasbourg-Ville – Mulhouse-Ville – Belfort-Montbéliard TGV – Besançon Franche-Comté TGV – Dijon-Ville – Mâcon-Ville – ] / [ Brussel-Zuid – Lille-Europe – Arras – TGV Haute-Picardie – Aéroport Charles-de-Gaulle 2 TGV – [ Champagne-Ardenne TGV – Meuse TGV – Lorraine TGV – Strasbourg-Ville ] / [ Marne-la-Vallée - Chessy – [ Massy TGV – Le Mans – [ Laval – Rennes ] / [ Angers-Saint-Laud – Nantes ] ] / [ Creusot TGV – ] Lyon-Part-Dieu – [ Avignon TGV – Marseille Saint-Charles ] / [ Montpellier-Saint-Roch – Perpignan ] ] | Dagelijkse verbinding met Montpellier en Marseille. Perpignan - Brussel tweemaal per week. |
| RE 6500            | Regional-Express (CFL) | Luxemburg – Volmerange-les-Mines | Rijdt alleen op werkdagen.                                                                 |
| RE 6700            | Regional-Express (CFL) | Luxemburg – Esch-sur-Alzette – Rodange | Twee treinen per dag, niet op zondag.                                                      |
| RE 6900            | Regional-Express (CFL) | Luxemburg – Esch-sur-Alzette – Rodange | Rijdt niet op zondag.                                                                      |
| RE 88500 TER 88500 | RegionalExpress (CFL)  | Luxemburg – Thionville – Metz-Ville – Nancy-Ville |                                                                                            |
| RE 88700           | RegionalExpress (CFL)  | Luxemburg – Thionville – Metz-Ville |                                                                                            |
| RE 88800           | RegionalExpress (CFL)  | Luxemburg – Thionville |                                                                                            |

## Aansluitingen
In de volgende plaatsen is of was er een aansluiting op de volgende spoorlijnen:
Luxemburg
CFL 1, spoorlijn tussen Luxemburg en Troisvierges
CFL 3, spoorlijn tussen Luxemburg en Wasserbillig
CFL 4, spoorlijn tussen Luxemburg en Oetrange
CFL 5, spoorlijn tussen Luxemburg en Kleinbettingen
CFL 7, spoorlijn tussen Luxemburg en Pétange
Berchem
CFL 4, spoorlijn tussen Luxemburg en Oetrange
Bettembourg
CFL 6a, spoorlijn tussen Bettembourg en Esch-sur-Alzette
CFL 6b, spoorlijn tussen Bettembourg en Volmerange-les-Mines
Bettembourg grens
RFN 180 000, spoorlijn tussen Metz-Ville en Zoufftgen

## Elektrificatie
Het traject van de CFL werd in 1956 geëlektrificeerd met een spanning van 25.000 volt 50 Hz.
CFL Lijn 6 en 6a:
Luxemburg · Luxembourg-Howald · Howald · Fentange · Berchem · Bettembourg · Noertzange · Schifflange · Esch-sur-Alzette · Belval-Université · Belval-Lycée · Belval-Rédange · Belvaux-Soleuvre · Oberkorn · Differdange · Niederkorn · Pétange · Lamadeleine · Rodange 

CFL Lijn 6b: Bettembourg · Dudelange-Burange · Dudelange-Ville · Dudelange-Centre · Dudelange-Usines · Volmerange-les-Mines

CFL Lijn 6c: Noertzange · Kayl · Tétange · Rumelange · Rumelange-Ottange

CFL Lijn 6e: Esch-sur-Alzette · La Hoehl · Audun-le-Tiche
Zie ook: CFL Lijn 1 · CFL Lijn 2 · CFL Lijn 3 · CFL Lijn 4 · CFL Lijn 5 · CFL Lijn 7